# Genetta piscivora
Genetta piscivora là một loài động vật có vú trong họ Cầy, bộ Ăn thịt. Loài này được J. A. Allen mô tả năm 1919.